# Langue des signes bissau-guinéenne
La langue des signes est la langue des signes utilisée par les personnes sourdes et leurs proches en Guinée-Bissau.

## Histoire
En 2003, l'Association guinéenne pour la réadaptation et l'intégration des aveugles (AGRICE) fonde une école pour enfants aveugles à Bissau. En janvier 2005, José Augusto Lopes, un représentant de l'AGRICE contacte l'Association portugaise des Sourds (APS) pour demander de l'aide concernant l'éducation de 97 enfants sourds qui fréquentent l'école pour enfants sourds de Bissau. Une équipe est alors formée, qui décide de ne pas utiliser la langue des signes portugaise mais plutôt d'étudier les signes utilisés par les enfants et les personnes sourdes se réunissant dans les villages. La langue des signes qu'ils utilisent est encore basique, mais relativement cohérente entre les différents groupes. Un dictionnaire de signes est créé et 200 signes indigènes sont enregistrés.
En janvier 2006,  Manuel Lopes Rodrigues, président de AGRICE, se rend à Lisonne et indique que ce mini-dictionnaire est très populaire non seulement en Guinée-Bissau, mais aussi dans les autres pays lusophones comme l'Angola, le Mozambique, le Cap-Vert et Sao Tomé-et-Principe. Par la suite un adulte sourd formé par l'APS pour devenir le premier professeur de langue des signes du pays.